# Змея (награда)
«Змея» (пол. Wąż) — антинаграда, присуждаемая худшим фильмам, актёрам и режиссёрам года. Польский эквивалент «Золотой малины». Придумана Камилем Смялковским, Кшиштофом Спуром (пол. Krzysztof Spór) и Конрадом Вонгровским (пол. Konrad Wągrowski). Название антинаграды происходит от названия фильма «Заклятие долины змей», который в 2002 году вошёл в список десяти худших польских кинокартин. Первая церемония состоялась 1 апреля 2012 года. Актёром, которого чаще всего награждают «Змеёй», является Борис Шиц, получивший в общей сложности 5 статуэток. А самыми номинируемыми на «Змею» актрисами являются Агнешка Гроховска и Марта Жмуда-Тшебятовская (по 6 номинаций у каждой).